# Martin Knosp
Martin Knosp (ur. 7 października 1959 w Renchen) – zachodnioniemiecki zapaśnik walczący w stylu wolnym. Srebrny medalista olimpijski z Los Angeles 1984 w kategorii 74 kg.
Pięciokrotny uczestnik mistrzostw świata. Zdobył tytuł mistrza w 1981, wicemistrza w 1979, brązowy medalista w 1983. Sześć razy stawał na podium w mistrzostwach Europy, na najwyższym stopniu w 1980 i 1982. Wojskowy mistrz świata w 1979. Trzeci na MŚ juniorów w 1977 roku. W latach 1977–1986 zdobył dziesięć tytułów mistrza Niemiec.
Na turnieju olimpijskim w 1984 w Los Angeles pokonał Kiriakosa Bojadzisa z Grecji, Nigeryjczyka Seidu Olawale, Houkreo Bambe z Kamerunu, Hindusa Rajindera Singha i Naomiego Higuchiego z Japonii. W finale przegrał z Amerykaninem Dave’em Schultzem.
Na tych samych igrzyskach w turnieju zapaśniczym startował jego brat Erwin Knosp.